# アントニオ・ダ・サンガッロ・イル・ジョヴァネ

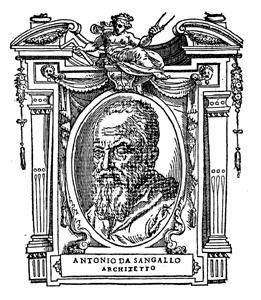
アントニオ・ダ・サンガッロ・イル・ジョヴァネ

アントニオ・ダ・サンガッロ・イル・ジョヴァネ（Antonio da Sangallo il Giovane, 1484年4月12日 - 1546年8月3日）は盛期ルネサンスの建築家・軍事技術者。サンガッロ一族の最も傑出した人物であり、ラファエロ・サンティ没後のローマにあって、イタリアルネサンスの理念を継承した主導的建築家として活躍した。

## 経歴
ジョルジョ・ヴァザーリによれば、樽職人バルトロメオ・ピッコーニ・ディ・ムジェッロの子としてフィレンツェに生まれるとされている。ただし、現在ではアントニオの父親はアントニオ・コルディアーニであるとするのが通説である。

祖父のフランシスコ・ジャンベルティは建築家。母親はジュリアーノ・ダ・サンガッロとアントニオ・ダ・サンガッロ・イル・ヴェッキオの妹ズメラルダである。伯父も当時の傑出した建築家であったため、区別するために伯父をイル・ヴェッキオ、甥をイル・ジョヴァネと呼ぶ。
ジュリアーノから建築の指導を受けたが、彼がフィレンツェに帰郷した後はドナト・ブラマンテに設計製図技師として雇われた。1507年にはサンタ・マリア・ディ・ロレート聖堂の建設を託されているが、資金難から工事は進まず、彼の手になる部分は基礎部分のみである。
そのほか、枢機卿アレッサンドロ・ファルネーゼ（後のローマ教皇パウルス3世）の依頼によって、ローマのパラッツォ・ファルネーゼの基本計画と、カプラローラのパラッツォ・ファルネーゼ建設（後にジャコモ・バロッツィ・ダ・ヴィニョーラが改装）を行い、マルキオンニ・バルダッシーニによるパラッツォ・バルダッシーニの基本計画に携わる。初期の作品として良好な状態で残っているのは、バルトロメオ・フェッラティーノによって建設されたピアッツァ・ダメーリアの邸宅である。
ブラマンテの死後、レオ10世により主任建築家としてラファエロ・サンティ、ジュリアーノ・ダ・サンガッロ、フラ・ジョコンドが任命されたが、ジュリアーノはフィレンツェに帰郷、フラ・ジョコンドがローマを去ったため、彼等の後任としてアントニオはバチカンのサン・ピエトロ大聖堂建設に携わった。アントニオは1510年から大聖堂の建設現場に入っていたが、1516年にラファエロの半分の報酬を受けるという条件で、正式に建築主任に任命された。しかし、ラファエロとアントニオの折り合いは悪く、このため大聖堂の建設は停滞した。
1520年にラファエロが没すると、サン・ピエトロ大聖堂の主任建築家として任命され、バルダッサーレ・ペルッツィが協力者として召喚された。彼の作成したサン・ピエトロの模型は、現在、バチカン美術館に納められているが、このデザインは後にミケランジェロの辛辣な非難を浴びている。しかし、レオ10世の後任となったハドリアヌス6世が、芸術を軽蔑し嫌悪したため、彼の意図した大聖堂の建設は全く進展しなかった。ハドリアヌス6世の在位期間、アントニオもそれほど重要ではない建物の改修や改築を行っただけである。
教皇にクレメンス7世が選出されると、建築工事も再び活発に行われるようになったが、1527年のローマ略奪により、ローマの建築活動は完全に停止した。クレメンス7世は、教皇領の防備を急務と考え、アントニオと息子のフランチェスコ・ダ・サンガッロを各地に派遣して、パルマ、ピアチェンツァ、アンコーナなどの城壁・市壁・城塞の改修と、フィレンツェのフォルテッツァ・ダ・バッソの建設にあたらせた。
クレメンス7世亡き後、アレッサンドロ・ファルネーゼがパウルス3世として即位したため、アントニオはますます重要な仕事を手掛けるようになったが、それはカストロ市壁の構築やローマ市壁の再整備といった主に構造補強や城塞構築で、技術的・工学的なものが多かった。
1531年に、ラファエロの手によるベルヴェデーレ東側のロッジアが、構造的欠陥により33mに渡って三層全て崩落したため、1546年からその補強工事と補修を行った。また、同年、宮殿内部の大改装に着手し、システィーナ礼拝堂の補強やサーラ・レッジアの建設計画（起工は1560年）を行った。しかし、晩年のアントニオはミケランジェロとことごとく反目し、このため中断された工事も少なくない。また、パラッツォ・ファルネーゼは工事途中で中断されていたが、新たに行われた設計競技でアントニオの計画案は採用されず、ミケランジェロの案が採用された。さらに、サン・ピエトロ大聖堂の建築家としてヤーコポ・メリギーノが加わってアントニオの報酬は半減することになった。
彼のデザインは、すでに支持されなくなっていたようであるが、熱病を煩ってテルニで没した後、遺体はローマに移され、盛大な葬儀が執り行われた。

## その他の作品
- 1510年代　パラッツォ・バルダッシーニ（ローマ）
- 1517年起工　パラッツォ・ファルネーゼ（ローマ）
- 1518年起工　サンタ・マリア・ディ・モンセッラート聖堂（ローマ）
- 1519年完成　サンタ・マリア・イン・モンテ・ドーロ聖堂（モンテ・フィアスコーニ）
- 1530年起工　教皇庁造幣局のファサード（現サント・スピリト銀行　ローマ）
- 1553年起工　フォルテッツァ・ダ・バッソ（フィレンツェ）
- 1546年起工・1549年完成　ベルヴェデーレ宮殿の東ロッジア改修工事